# Tiedian-Brennofen

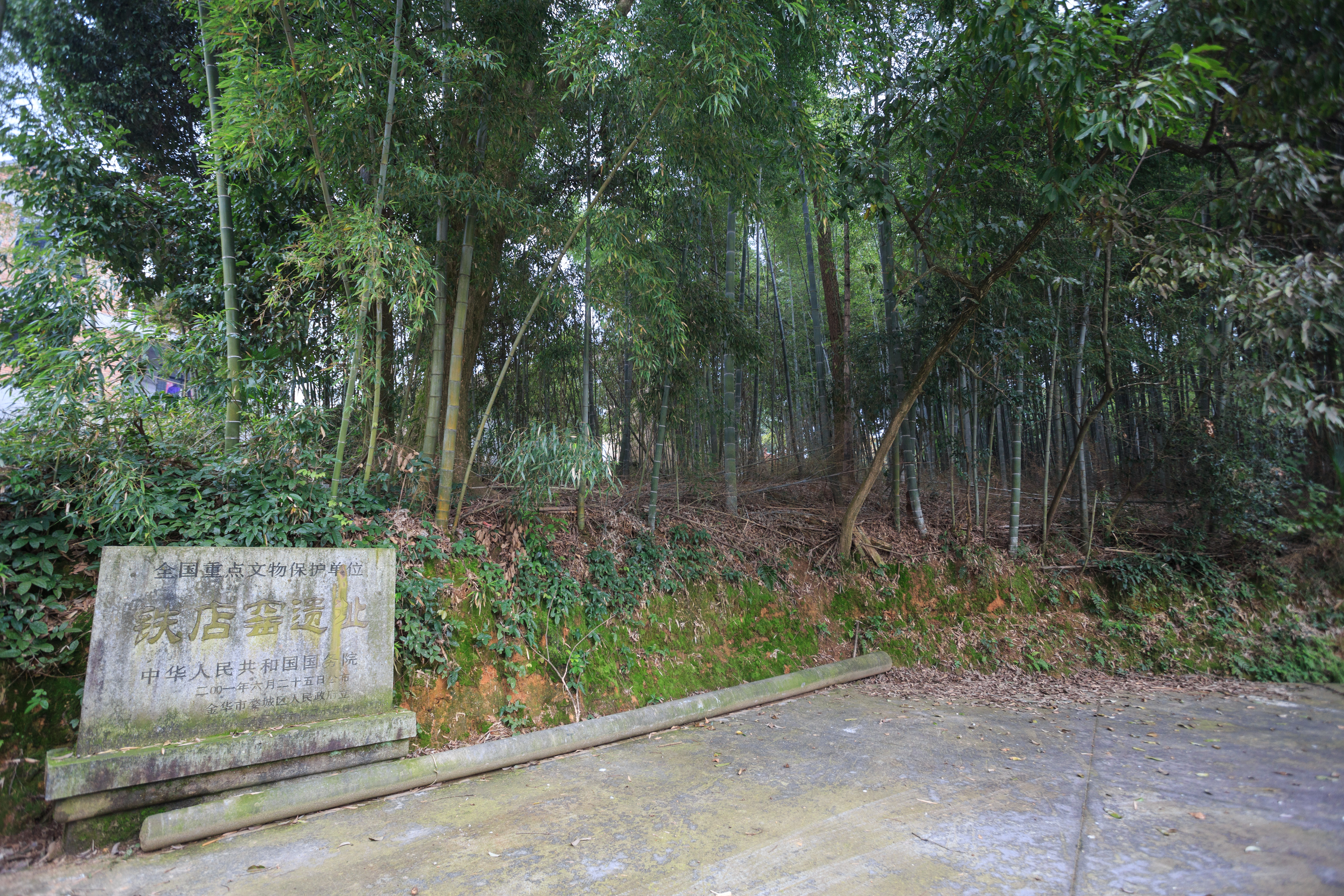
Hinweistafel des Brennofens

Der Tiedian-Brennofen (chinesisch 铁店窑, Pinyin Tiědiàn yáo) war ein Keramikbrennofen der Zeit der Song- und Yuan-Dynastien. Er befindet sich auf dem Gebiet des Dorfes Tiedian der Großgemeinde Langye von Jinhua in der chinesischen Provinz Zhejiang.
Auf dem Sinan-Schiffswrack, dessen Fracht für Japan bestimmt war, fanden sich unter anderem Erzeugnisse dieses Brennofens.
Die Stätte des Tiedian-Brennofens in Jinhua steht seit 2001 auf der Liste der Denkmäler der Volksrepublik China (5-43).